# 芳香族求電子置換反応
芳香族求電子置換反応（ほうこうぞくきゅうでんしちかんはんのう）とは、有機化学において、ベンゼンなどの芳香環に求電子剤が攻撃し、主に水素と置き換わる形式で進む化学反応のことである。ニトロ化反応、フリーデル・クラフツ反応など、さまざまな芳香族化合物の合成反応が含まれる。

## アレーニウムイオン機構
ほとんどの芳香族求核置換反応は下式のように、アレーニウムイオンを経由する機構、アレーニウムイオン機構（SE2機構と呼ばれることもある）により進行する。

アレーニウムイオン機構のエネルギーダイアグラム

1. ベンゼン環に求電子剤が付加してアレーニウムイオンを与える。このとき、電子密度の高い炭素への付加が優先する。
2. プロトン (H+) が脱離し、置換生成物となる。

アレーニウムイオンは、Wheland中間体、σ錯体と呼ばれることもあり、超酸の使用により安定に存在させることもできる。求電子剤の付加が起こる前段階として、π錯体や電荷移動錯体を経由する場合、結合形成の前に電子移動を経由する場合もあると考えられている。それらは反応速度式や同位体効果の解析により識別される。
この機構における脱離基はほとんどの場合プロトンであるが、共鳴や立体障害などの要因でイプソ位への求電子攻撃が優先する場合に、アルキル基の脱離が起こることもある。

## 位置選択性
生成物に位置異性体が考えられる場合、その生成物分布は求電子剤が付加する位置で決まり、基質上の電子分布や立体障害の影響を受ける。このうち、置換基の電気的性質に由来した位置選択性を配向性と呼ぶ。電子供与基を持つ基質では、そのオルト位とパラ位の電子密度が共鳴効果により高まっているため、オルト置換体とパラ置換体がメタ置換体よりも優位に生成する。これはオルト-パラ配向性である。さらに求電子剤や置換基のサイズが大きい場合は、立体障害によりパラ位への付加が優先する。逆に、電子求引基による共鳴効果でオルト位とパラ位の電子密度が下げられている場合、置換反応はメタ位へと起こる（メタ配向性）。

## 反応例
以下は、芳香族求電子置換反応に分類される化学反応である。
- ニトロ化
- ニトロソ化
- ハロゲン化
- スルホン化
- フリーデル・クラフツ反応
- アゾカップリング
- ペヒマン縮合
- ライマー・チーマン反応